# Mahayag
Mahayag (Bayan ng Mahayag) är en kommun i Filippinerna. Kommunen ligger på ön Mindanao, och tillhör provinsen Zamboanga del Sur. Folkmängden uppgår till 44 087 invånare.

## Barangayer
Mahayag är indelat i 29 barangayer.
| - Bag-ong Balamban - Bag-ong Dalaguete - Boniao - Delusom - Diwan - Guripan - Kaangayan - Kabuhi - Lourmah (Lower Mahayag) - Lower Salug Daku - Lower Santo Niño - Malubo - Manguiles - Marabanan (Balanan) - Panagaan | - Paraiso - Pedagan - Poblacion (Upper Mahayag) - Pugwan - San Isidro - San Jose - San Vicente - Santa Cruz - Daniel C. Mantos (formerly Sicpao) - Tuboran - Tulan - Tumapic - Upper Salug Daku - Upper Santo Niño |

## Bildgalleri

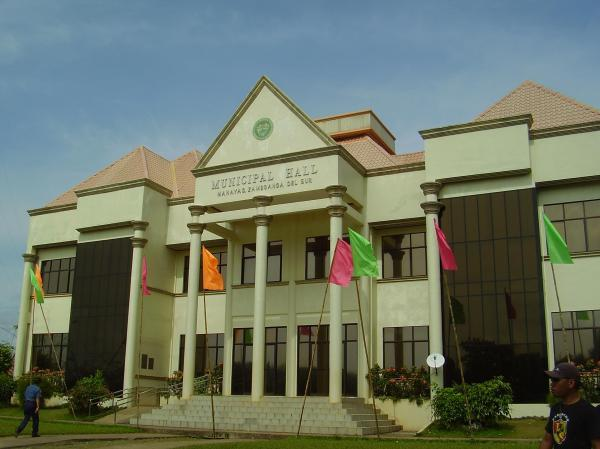
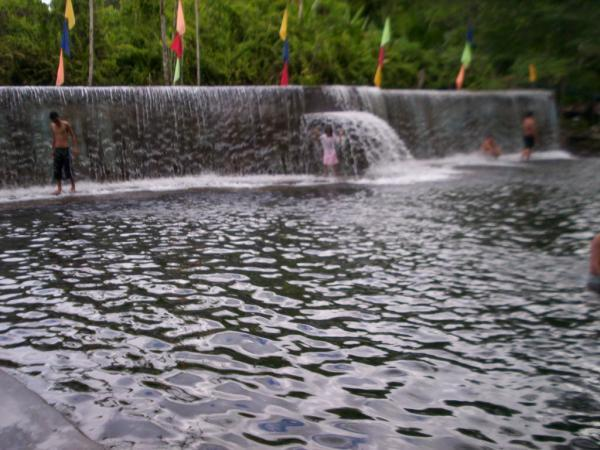
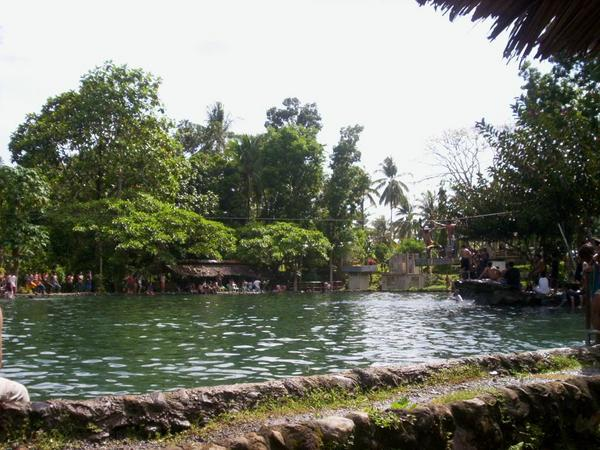
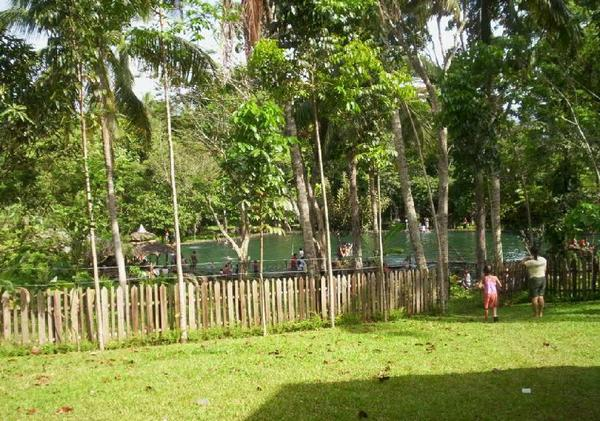